# Nedžd
Nedžd (koristi se i prema engleskom Nejd ili Najd; arapski: نجد ‎, Naǧd), doslovno Visoravan, je regija u središnjem dijelu Arapskog poluotoka. Čitava regije nalazi se u granicama Saudijske Arabije. Administrativno, ovu regiju čine pokrajine: Kasim, Ha'il, Rijad i dijelovi Istočne pokrajine. 
Nedžd, kako mu i ime sugerira je plato s visinskom razlikom od 762 do 1.525 metara nadmorske visine, a spušta se od zapada prema istoku. Istočne dijelove (povijesno poznatiji kao Al-Yamama) obilježavaju naselja u oazama s razvijenim poljodjelstvom i aktivnom trgovinom, dok je ostatak tradicionalno slabo naseljen te ga uglavnom naseljavaju nomadski beduini.
Rijad je najveći grad u regiji, ali i cijeloj državi s više od 4.700.000 stanovnika, prema podacima iz 2009. godine. Ostali veći gradovi su Buraidah (505.845; 2005.), Unaizah (138.351; 2005.) i Ar Rass (116.164; 2005.).